# Frédéric Vidal
Pour les articles homonymes, voir Vidal.
Frédéric Vidal (1791-1854) est un homme politique français.

## Biographie
Fils d'Antoine Vidal, avocat, procureur du Roi, Frédéric Vidal naît le 9 mai 1791 à Villeneuve-de-Berg.
Exerçant la profession de négociant, il entre au conseil municipal de Nîmes en 1830 puis devient adjoint au maire, Philippe Eyssette. En 1851, lorsque celui-ci est nommé juge au tribunal civil de Largentière, il est amené à assurer l'intérim. Il est nommé maire en titre le 24 juillet 1852 par décret de Louis-Napoléon Bonaparte.
Son premier geste est l'inauguration de la fontaine Pradier sur l'Esplanade, en juin 1851. Il concentre ensuite ses efforts sur la rénovation et la reconstruction des églises de la ville, mais aussi des lieux de culte juifs et protestants. Favorable au Second Empire, il reçoit Louis-Napoléon Bonaparte à Nîmes, en septembre 1852, quelques semaines avant le changement de régime ; il s'agit de la première visite officielle d'un chef d'État français dans la cité depuis Louis XIV. Il lui transmet une pétition de maires le « suppli[ant] » de monter sur le trône, tandis que Louis-Napoléon pose la première pierre de l'église Sainte-Perpétue.
Il lance par ailleurs une politique d'aménagement « ambitieuse ». Il tente en vain de faire adopter un projet de restauration de l'aqueduc. En 1853, il entreprend la construction du quartier de la cité Foulc. Il encourage la poursuite des fouilles au temple de Diane par une subvention de 3 000 francs.
En 1852, il est aussi élu conseiller général du Gard pour le canton de Nîmes-1.
Il meurt le 20 décembre 1854, alors qu'il est toujours en fonctions. Il est remplacé par Philippe Pérouse.
En 1855, Auguste Bosc exécute son buste, aujourd'hui conservé au musée des beaux-arts de Nîmes.

## Décoration
- Chevalier de la Légion d'honneur (1852)[1]